# Новопашин, Михаил Дмитриевич
Михаил Дмитриевич Новопашин (29 апреля 1946 года, Якутск, РСФСР, СССР — 5 сентября 2010 года) — советский и российский учёный-механик, специалист в области механики деформируемого твердого тела и горных пород, директор Института горного дела Севера им. Н. В. Черского СО РАН (1996-2010), член-корреспондент РАН (2006).

## Биография
Родился 29 апреля 1946 года в г. Якутске в семье учителей.
В 1969 году — окончил Рижский Краснознамённый институт инженеров гражданской авиации, после чего учился в аспирантуре на кафедре сопротивления материалов того же института.
В 1972 году — защитил кандидатскую диссертацию, тема: «Методы Муара и делительных сеток применительно к исследованию полей локальных пластических деформаций». В течение года работал в научно-исследовательском секторе РКИИГА.
В 1973 году — перевелся в Институт физико-технических проблем Севера им. В. П. Ларионова СО РАН (став при этом самым молодым кандидатом наук Якутии), и проработал там до 1995 года, пройдя путь от младшего научного сотрудника до заместителя директора по научной работе.
В 1989 году — защитил докторскую диссертацию, тема: «Упругопластическое деформирование и предельное состояние элементов конструкций с концентраторами напряжений».
В 1990 году — присвоено учёное звание профессора.
В 1996 году — на альтернативной основе избран директором Института горного дела Севера им. Н. В. Черского СО РАН.
В 2006 году — избран членом-корреспондентом РАН.
Умер 5 сентября 2010 года, похоронен на Троекуровском кладбище Москвы.

### Память
В 2013 году на здании Института горного дела Севера им. Н. В. Черского СО РАН, который он возглавлял, была открыта мемориальная доска.

## Научная деятельность
Специалист в области механики деформируемого твердого тела и горных пород.
Под его руководством и при его непосредственном участии разрабатывались новые высокоэффективные технологии и технические средства, в том числе для освоения месторождений полезных ископаемых в условиях вечной мерзлоты, проведены натурные испытания газопроводных труб и сосудов давления в условиях естественно низких температур, впервые установлены диапазоны возможного использования метода муаровых полос в природных условиях, разработана методика и проведен цикл экспериментальных исследований предельного состояния элементов конструкций в неоднородном поле напряжений, выполнены исследования кинематики деформации в процессе сварки, выявлен эффект снижения прочности и энергоемкости разрушения некоторых типов горных пород в зоне фазовых переходов поровой влаги.
Автор и соавтор более чем 172 научных трудов, в том числе в 3 монографии, 20 патентов РФ.
Являлся членом Объединённого ученого совета наук о Земле СО РАН, председателем объединённого диссертационного совета по защите докторских и кандидатских диссертаций при ИГДС СО РАН, членом редакционных коллегий журналов «Физико-технические проблемы разработки полезных ископаемых», «Криосфера Земли», «Наука и образование», редакционного совета журнала «Наука из первых рук», принимал активное участие в работе Совета директоров академических институтов горного профиля.

## Награды
- Медаль ордена «За заслуги перед Отечеством» II степени (1999)[4]
- Заслуженный деятель науки Российской Федерации (2006)[5]
- Медаль «За строительство БАМ» (1985)[1]
- Знак отличия в честь юбилея «370 лет Якутия с Россией» (2002)[1]